# 유달동
유달동(儒達洞)은 대한민국 전라남도 목포시의 행정 구역이다. 광복 이후에 단위 구역 명칭 개정시 유달동으로 명명하였고, 1997년에 목포시 행정동 분합에 따라 유달동과 인접한 서산동 지역을 통합하여 유달동하였다. 2006년에 행정동 통합으로 충무동이 흡수 통합되었다.

## 연혁
- 1946년 9월 1일 목포시 유달동
- 1997년 1월 1일 목포시 유달동과 서산동 지역 통합 - 유달동
- 2006년 8월 7일 목포시 유달동과 충무동 통합

## 법정동
- 경동 일부(경동1가, 경동2가)
- 금화동
- 달동
- 대의동 일부(대의동1가, 대의동2가, 대의동3가)
- 서산동
- 온금동
- 유달동
- 율도동
- 죽교동
- 중앙동1가
- 중앙동2가
- 중앙동3가

## 주요 시설
- 목포유달산우체국

## 교육
- 서산초등학교
  - 허사분교(폐교)